# استیون راتر
استیون اِی. راتر (انگلیسی: Stephen A. Rotter) تدوین‌گر اهل ایالات متحده آمریکا است.
وی در پنجاه و ششمین دوره جوایز اسکار، بابت تدوین فیلم مردان واقعی، برندهٔ جایزه اسکار بهترین تدوین شد.

## گزیدهٔ آثار
- افسون‌زده (۲۰۰۷)
- رئیس دولت (۲۰۰۳)
- آنچه زنان می‌خواهند (۲۰۰۰)
- مردی بی‌گناه (۱۹۸۹)
- لات‌های کثیف فاسد (۱۹۸۸)
- ایشتار (۱۹۸۷)
- مردان واقعی (۱۹۸۳)
- جهان به گفته گارپ (۱۹۸۲)
- هولوکاست (مینی‌سریال) (۱۹۷۸)
- آب‌بندهای میسوری (۱۹۷۶)
- سلاخ‌خانه شماره پنج (۱۹۷۲)